# أورال (كازاخستان)
وَرَال (بالقزاقية: ) مدينة في أقصى شمال غرب قزاقستان غيرَ بعيدٍ عن حدود روسيا عند مصب نهر شَغَانَ في نهر ورال وهي على الشط الغربي منه فتكون بذلك في قارة أُورُبَّا. وهي مركز ولاية قزاقستان الغربية وأكثر سكانها من القزاق وربعهم من الروس ومجموعهم دون 250٬000 نفس.

## المناخ
يظهر الجدول التالي التغييرات المناخية على مدار السنة لأورال:
| البيانات المناخية لـأورال         | البيانات المناخية لـأورال | البيانات المناخية لـأورال | البيانات المناخية لـأورال | البيانات المناخية لـأورال | البيانات المناخية لـأورال | البيانات المناخية لـأورال | البيانات المناخية لـأورال | البيانات المناخية لـأورال | البيانات المناخية لـأورال | البيانات المناخية لـأورال | البيانات المناخية لـأورال | البيانات المناخية لـأورال | البيانات المناخية لـأورال |
| الشهر                             | يناير                     | فبراير                    | مارس                      | أبريل                     | مايو                      | يونيو                     | يوليو                     | أغسطس                     | سبتمبر                    | أكتوبر                    | نوفمبر                    | ديسمبر                    | المعدل السنوي             |
| --------------------------------- | ------------------------- | ------------------------- | ------------------------- | ------------------------- | ------------------------- | ------------------------- | ------------------------- | ------------------------- | ------------------------- | ------------------------- | ------------------------- | ------------------------- | ------------------------- |
| الدرجة القصوى °م (°ف)             | 6.6 (43.9)                | 5.6 (42.1)                | 21.6 (70.9)               | 31.1 (88.0)               | 35.4 (95.7)               | 40.6 (105.1)              | 41.6 (106.9)              | 40.8 (105.4)              | 38.8 (101.8)              | 28.0 (82.4)               | 18.0 (64.4)               | 8.7 (47.7)                | 41.6 (106.9)              |
| متوسط درجة الحرارة الكبرى °م (°ف) | −6.5 (20.3)               | −6.2 (20.8)               | 0.4 (32.7)                | 14.1 (57.4)               | 22.7 (72.9)               | 28.1 (82.6)               | 29.9 (85.8)               | 28.2 (82.8)               | 21.6 (70.9)               | 12.0 (53.6)               | 1.5 (34.7)                | −4.7 (23.5)               | 11.8 (53.2)               |
| المتوسط اليومي °م (°ف)            | −10.4 (13.3)              | −10.6 (12.9)              | −4.1 (24.6)               | 7.9 (46.2)                | 15.7 (60.3)               | 21.0 (69.8)               | 22.9 (73.2)               | 20.9 (69.6)               | 14.4 (57.9)               | 6.3 (43.3)                | −2.0 (28.4)               | −8.2 (17.2)               | 6.2 (43.2)                |
| متوسط درجة الحرارة الصغرى °م (°ف) | −14.2 (6.4)               | −14.8 (5.4)               | −8.2 (17.2)               | 2.4 (36.3)                | 8.8 (47.8)                | 14.0 (57.2)               | 16.1 (61.0)               | 14.1 (57.4)               | 8.2 (46.8)                | 1.9 (35.4)                | −5.1 (22.8)               | −11.7 (10.9)              | 1.0 (33.8)                |
| أدنى درجة حرارة °م (°ف)           | −43.1 (−45.6)             | −40.5 (−40.9)             | −35.2 (−31.4)             | −24.3 (−11.7)             | −6.8 (19.8)               | −1.1 (30.0)               | 4.3 (39.7)                | 0.4 (32.7)                | −7.6 (18.3)               | −19.2 (−2.6)              | −32.6 (−26.7)             | −39.2 (−38.6)             | −43.1 (−45.6)             |
| الهطول مم (إنش)                   | 28 (1.1)                  | 20 (0.8)                  | 24 (0.9)                  | 21 (0.8)                  | 29 (1.1)                  | 32 (1.3)                  | 43 (1.7)                  | 26 (1.0)                  | 28 (1.1)                  | 40 (1.6)                  | 29 (1.1)                  | 29 (1.1)                  | 349 (13.7)                |
| متوسط الأيام الممطرة              | 5                         | 4                         | 6                         | 9                         | 10                        | 11                        | 10                        | 9                         | 10                        | 12                        | 10                        | 7                         | 103                       |
| متوسط الأيام المثلجة              | 20                        | 16                        | 10                        | 2                         | 0.2                       | 0                         | 0                         | 0                         | 0.1                       | 3                         | 11                        | 18                        | 80                        |
| متوسط الرطوبة النسبية (%)         | 83                        | 81                        | 81                        | 65                        | 55                        | 57                        | 58                        | 57                        | 61                        | 73                        | 83                        | 83                        | 70                        |
| ساعات سطوع الشمس الشهرية          | 84                        | 120                       | 165                       | 227                       | 314                       | 304                       | 324                       | 293                       | 220                       | 136                       | 64                        | 65                        | 2٬316                     |
| المصدر #1: Pogoda.ru.net          |                           |                           |                           |                           |                           |                           |                           |                           |                           |                           |                           |                           |                           |
| المصدر #2: NOAA (sun, 1961–1990)  |                           |                           |                           |                           |                           |                           |                           |                           |                           |                           |                           |                           |                           |

## توأمة
لأورال (كازاخستان) اتفاقيات توأمة مع كل من:
- أتيراو
- بلويشت
- إسكي شهر
- أوسترافا
- أورينبورغ
- روستوف على نهر الدون

## معرض صور

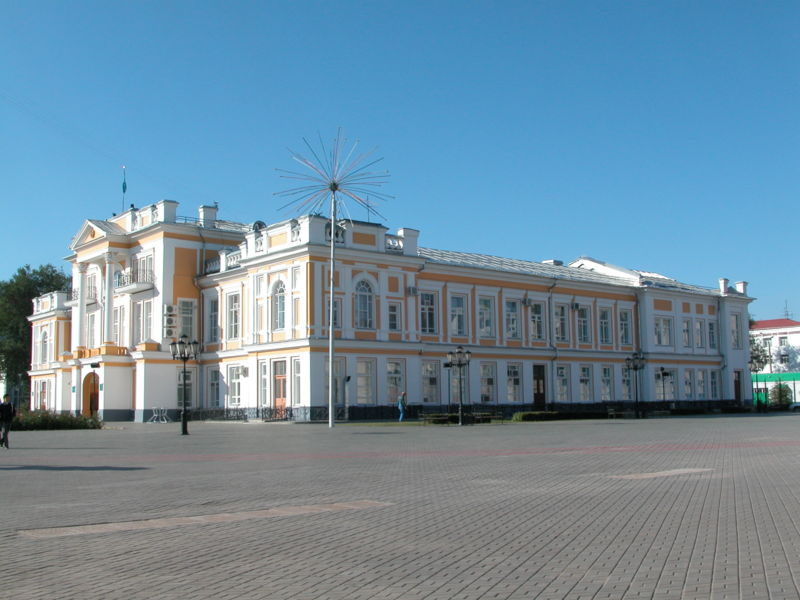
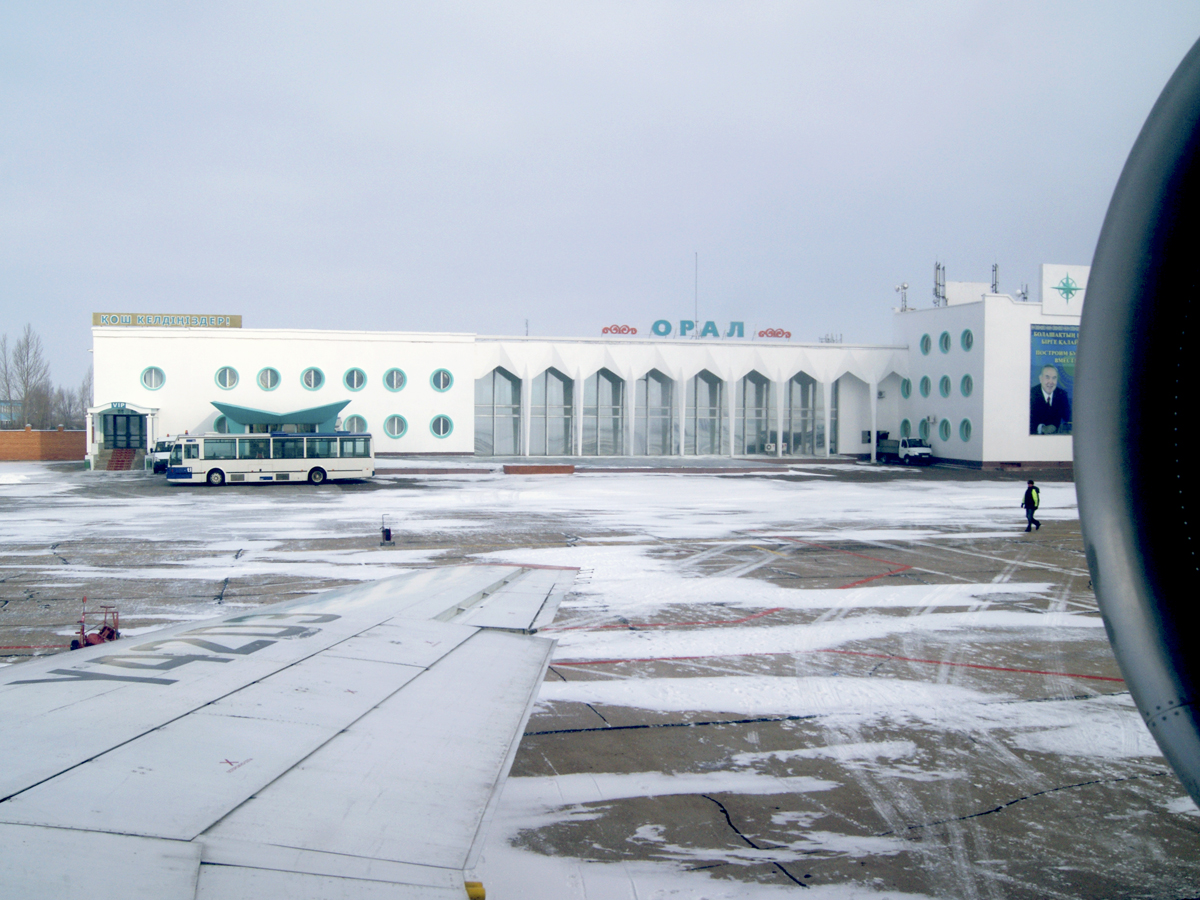
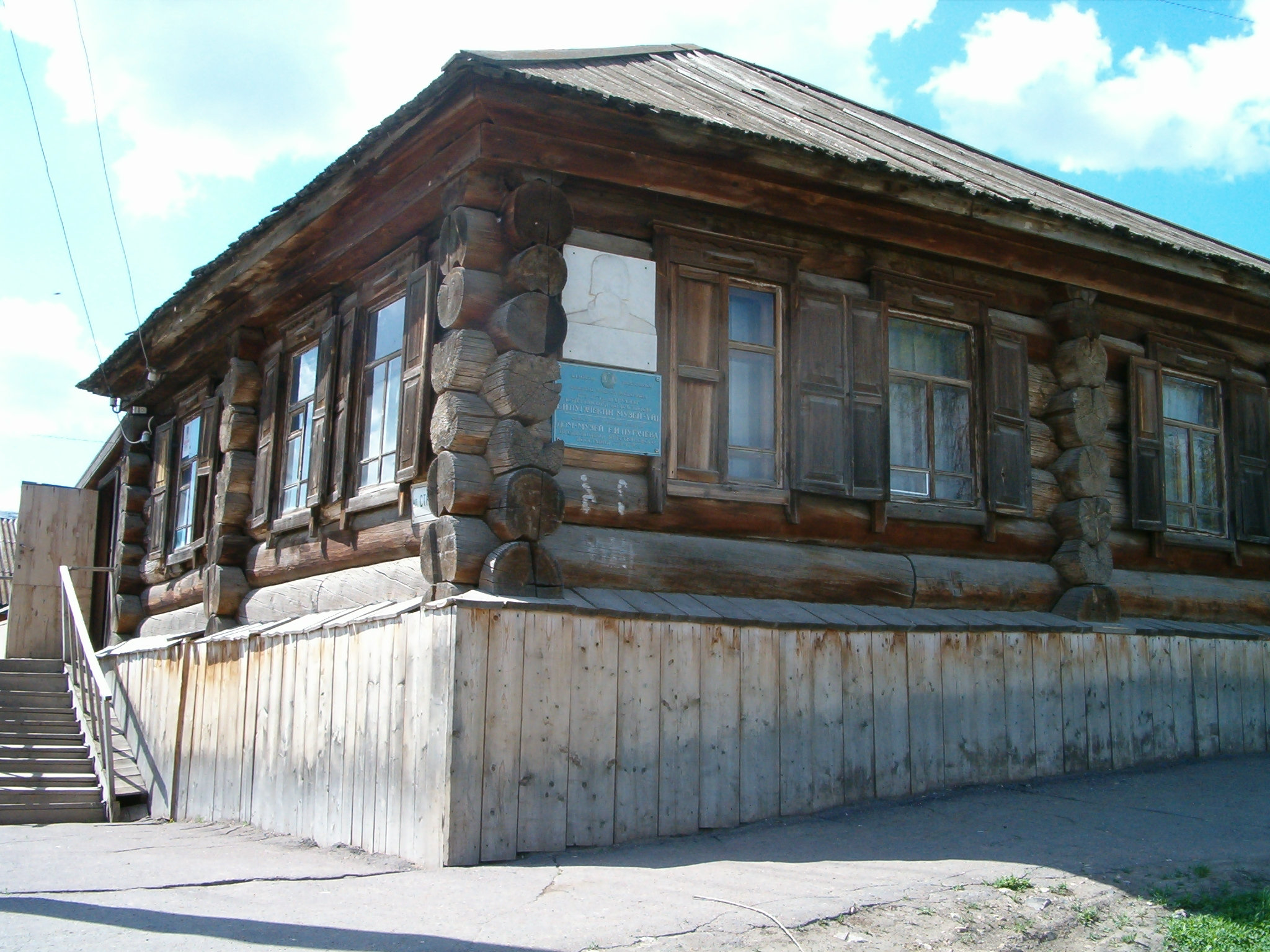
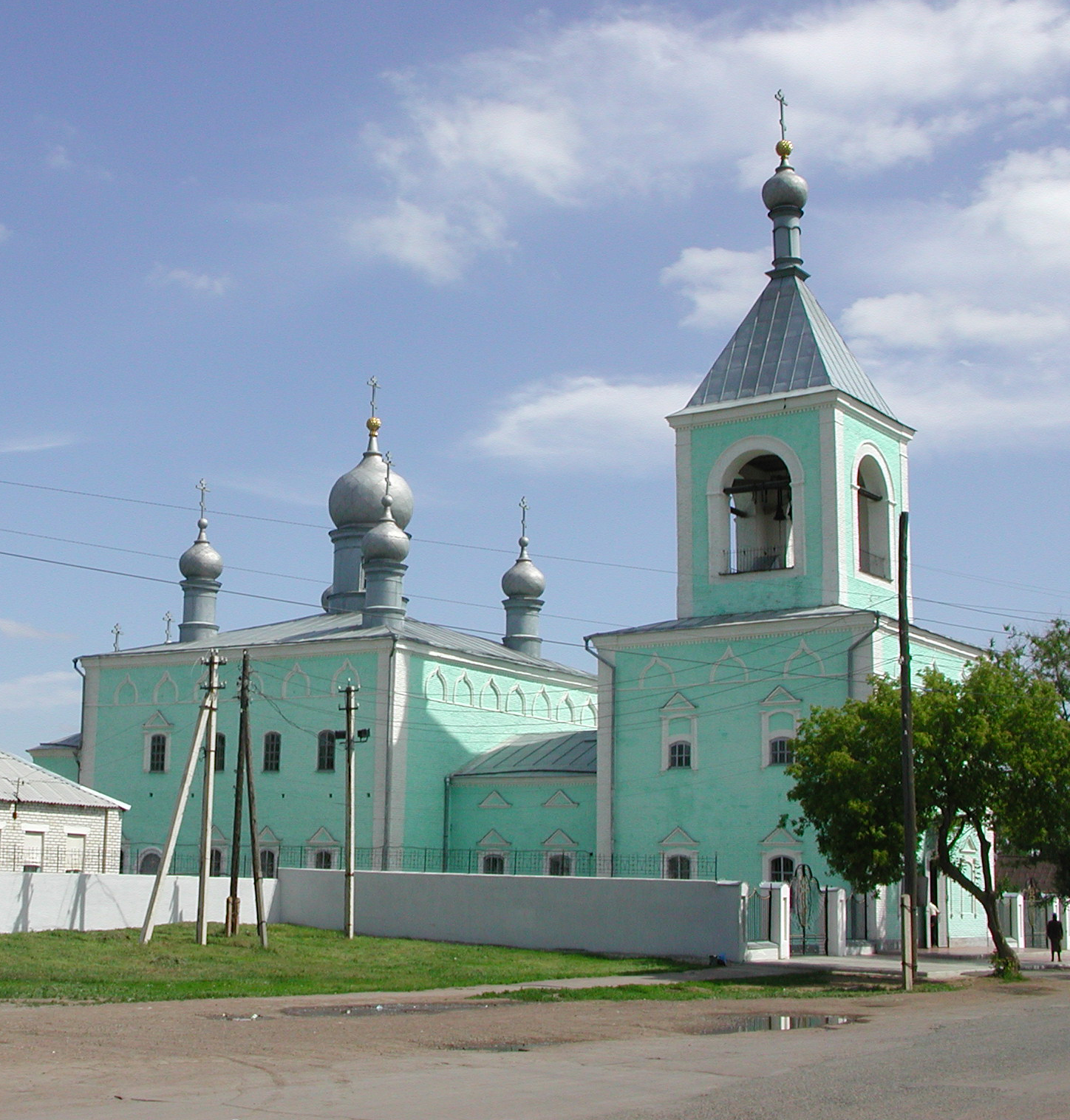

## أعلام
- نوربول زوماسكالييف
- بيان إيسينتائيفا
- إلينا أنتونوفا